# مایکون (بازیکن فوتبال)
مایکون (پرتغالی: Maycon؛ زادهٔ ۳۰ آوریل ۱۹۷۷) بازیکن فوتبال زن اهل برزیل بود.
وی همچنین در تیم ملی فوتبال زنان برزیل بازی کرده‌است.
وی در مسابقات کشوری و بین‌المللی در مجموع برندهٔ ۲ مدال طلا، ۳ مدال نقره شده‌است.